# Mosaico montano di foreste-praterie del Malawi meridionale
Il Mosaico montano di foreste-praterie del Malawi meridionale è una ecoregione terrestre della ecozona afrotropicale appartenente al bioma delle Praterie e boscaglie montane (codice ecoregione: AT1014) che si sviluppa per circa 10.200 km2 nell'Africa meridionale.
Lo stato di conservazione è considerato in pericolo critico.

## Territorio
La regione si trova all'estremità meridionale del Malawi, a circa 100 km a sud del lago Malawi, a sud-ovest del lago Chilwa.
L'ecoregione è costituita dal monte Mulanje e da altre montagne a ovest e nord-ovest del Mulanje. Il monte Mulanje è un massiccio che si innalza bruscamente dalla circostante pianura di Phalombe, coprendo un'area di 650 km2, con altipiani a circa 2.000 m sul livello del mare, incisi da profondi burroni. Gli altopiani sono sormontati da numerose cime rocciose, che in genere raggiungono circa 2.500 m di altitudine. Il punto più elevato del gruppo, Sapitwa Peak (3.002 m), è il punto più alto dell'Africa centro-meridionale. A ovest e nord-ovest del monte Mulanje, attraverso la pianura del Tuchila, si trovano gli altopiani di Shire (Shire Highlands), dominati nella parte meridionale dal monte Thyolo (1.462 m). All'estremità settentrionale delle Shire Highlands si trova il vasto Altopiano di Zomba. Contiene numerose cime, come Chagwa, Nawimbe e Mulunguzi, con un'altitudine compresa tra 1.761 e 2.018 m. La metà settentrionale dell'altopiano di Zomba è spesso chiamata Monti Malosa (2.077 m). Le colline di Liwonde (compresa Chikala, 1.626 m) comprendono una catena di quattro colline rotonde immediatamente a nord delle Shire Highlands.
I fiumi principali della regione sono lo Shire che la attraversata completamente da nord a sud, delimitando a ovest gli altopiani omonimi, e da alcuni suoi affluenti e sub-affluenti. L'affluente maggiorte è il Ruo che nasce sul monte Mulanje e delimita l'ecoregione a sud e sud-est. Altri due fiumi che attraversano la regione sono il Tuchila, affluente del Ruo, che separa le pendici sud-occidentali del Mulanje da quelle sud-orientali degli altopiani di Shire, e il Luchenza che nasce nella zona nord-occidentakle degli altopiani di Shire e scorre verso sud fino a Luchenza dove si immette nel Tuchila.
L'ecoregione ha un clima tropicale moderato. C'è una singola stagione delle piogge estive dell'emisfero australe, che va da novembre ad aprile. Il resto dell'anno è più secco, ma l'aria marina proveniente dal canale del Mozambico porta occasionalmente nebbia e pioggia sui pendii rivolti a sud-est. La quantità di precipitazioni varia notevolmente nell'ecoregione, in particolare sul monte Mulanje, in gran parte a causa degli effetti dell'ombra della pioggia. La caduta media annua delle piogge varia da 1.600 mm ai piedi del monte Mulanje a 2.800 mm a quote più elevate. Sebbene le piogge siano molto più basse sul lato occidentale della montagna, le nebbie sono prevalenti a quote più elevate tutto l'anno. Ad altitudini moderate, le temperature massime medie sono di 24 °C in estate e 12 °C in inverno e le temperature minime sono rispettivamente di 15 °C e 9 °C in estate e in inverno. Ad altitudini più elevate le temperature scendono a -3 °C in inverno e le gelate sono comuni.

## Flora

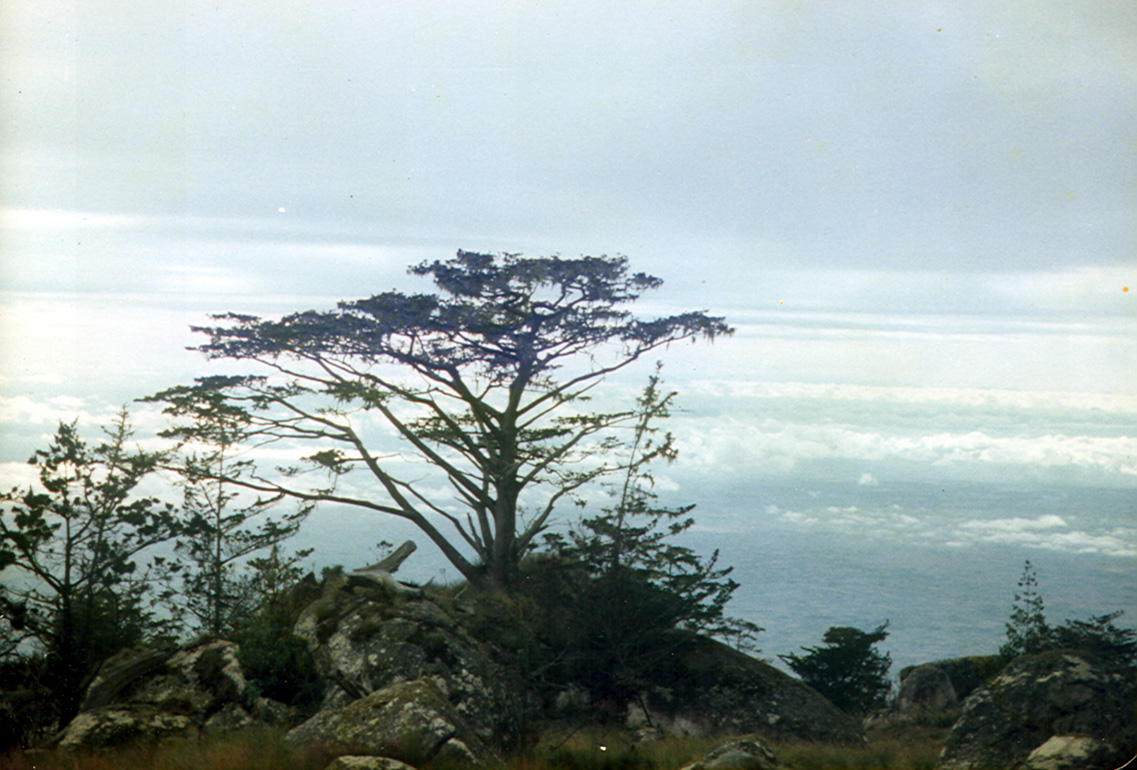
Widdringtonia whytei sul monte Mulanje

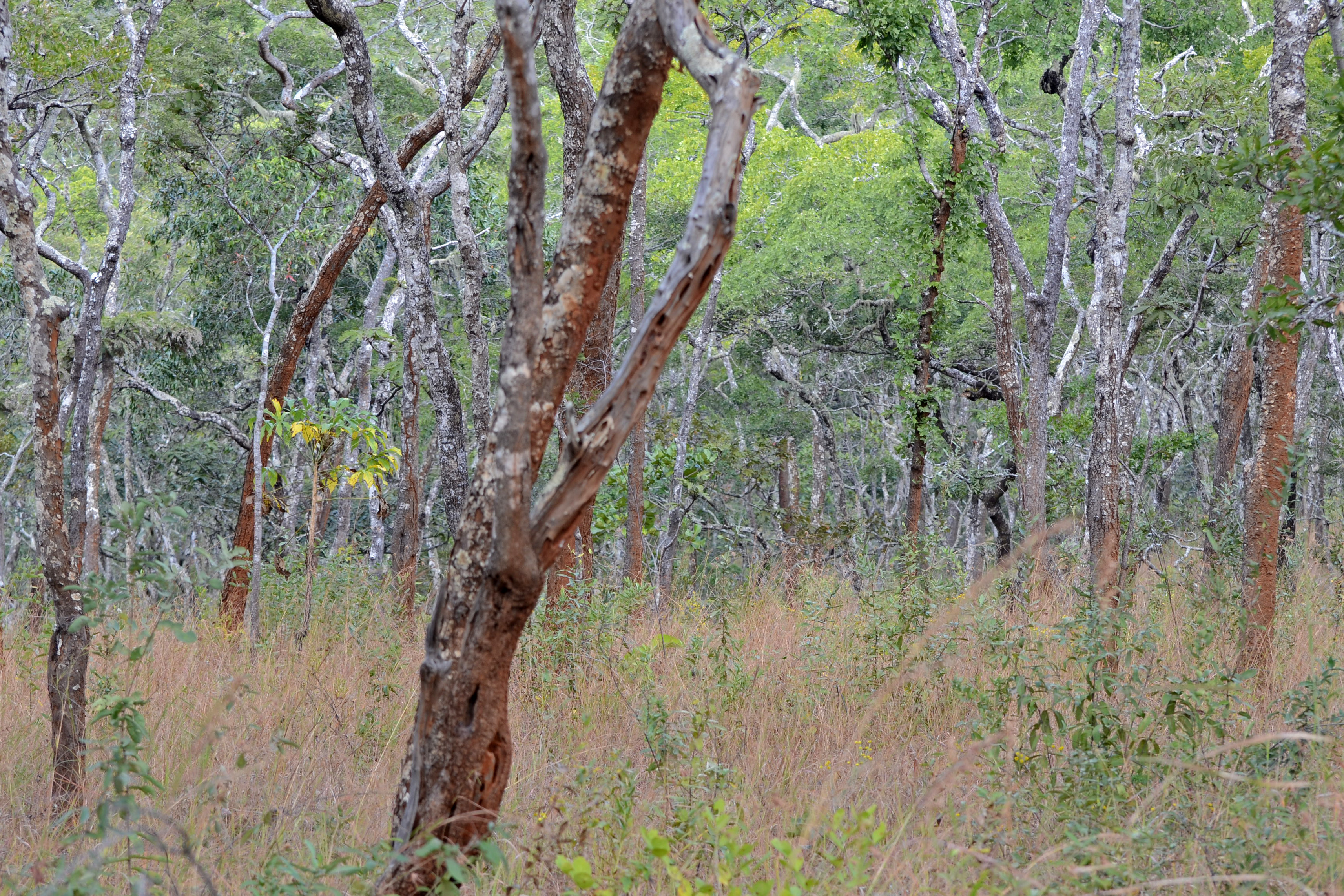
Bosco di miombo

L'ecoregione ha cinque comunità vegetali distinte in funzione dell'elevazione e dell'esposizione: il bosco di miombo, la foresta di mezza altitudine, la foresta afromontana di Widdringtonia (cedro endemico del Malawi), la prateria dell'altopiano e la vegetazione d'alta quota.
Il bosco di Brachystegia o bosco di transizione occupa una fascia lungo le pendici più basse del monte Mulanje. Fino a poco tempo fa, le pendici meridionali e sud-orientali di Mulanje erano vegetate da foreste pluviali di pianura (da ~ 600 a 950 m), dominate da Newtonia buchananii e Khaya anthotheca. I resti di questa foresta pluviale di pianura si trovano ancora lungo i corsi d'acqua sui pendii inferiori e nelle tenute di tè ai piedi della montagna.
La foresta di media altezza si trova tra 950 e 1.500 m. Gli alberi a baldacchino dominanti sono Newtonia buchananni, associato ad Albizia adianthifolia, Funtumia africana e Chrysophyllum gorungosanum. La maggior parte di questa foresta è stata distrutta e la più grande zona intatta si trova nella gola del Ruo. Altre importanti foreste a media altitudine si trovano sul monte Soche e sulla collina di Chikala e sul monte Thyolo.
Ad altitudini più elevate sul monte Mulanje (oltre 1.500 m) si trovano le foreste Afromontane di Widdringtonia. Olea capensis e il cedro di Mulanje (Widdringtonia whytei) sono gli alberi emergenti più comuni. Il monte Mulanje rappresenta anche il limite settentrionale della Widdringtonia nodiflora, una specie ampiamente diffusa in tutto il Sud Africa. Attualmente, le foreste di cedri si presentano come piccoli frammenti sulla montagna, che coprono circa 15 km2. Altri alberi di baldacchino importanti presenti ad alte quote (1.800 - 2.000 m) includono Podocarpus latifolius, Ekebergia capensis, Cassipourea malosana e Rapanea melanophloeos.
Gli altopiani del Mulanje sono dominati da praterie di tussock. Piccoli gruppi di alberi includono Ilex mitis, Philippia benguelensis e Syzygium cordatum. Alle altitudini più elevate la vegetazione diventa una brughiera simile a quella sulle montagne del Capo del Sudafrica. Le specie includono Phylica tropica, Aloe arborescens e l'endemica Erica milanjiana. Le erbe includono tussock Festuca costata e Danthonia davyi intervallati da cuscini di Eragrostis volkensii e Alloeochaete oreogena, una specie endemica del monte Mulanje che cresce fino a 3 m. di altezza con una struttura simile ad un tronco d'albero.

## Fauna

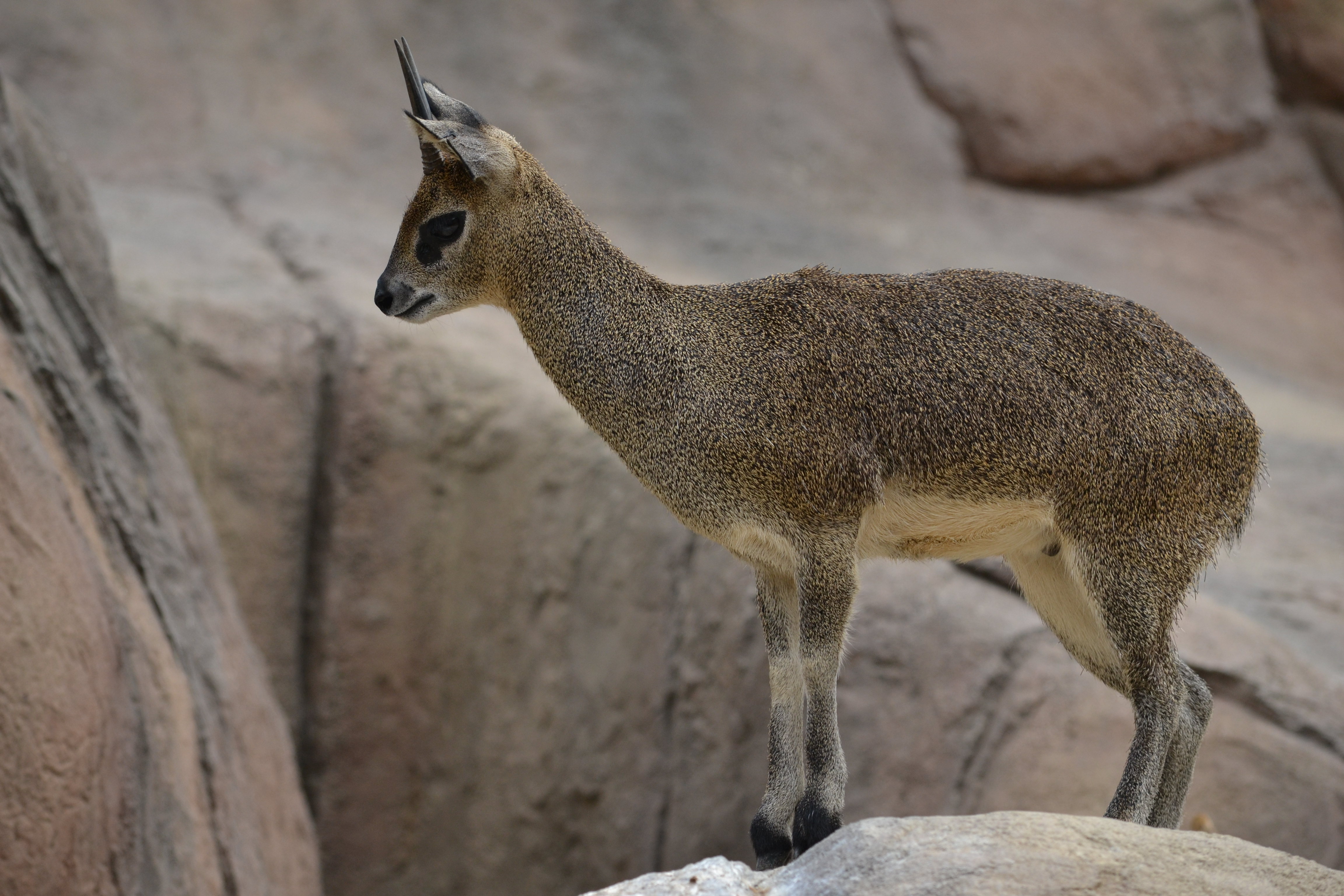
Saltarupi (Oreotragus oreotragus)

La fauna della regione non presenta particolari livelli di endemismo, se non per i rettili e gli anfibi. Endemie rigorose includono il camaleonte del monte Mulanje (Bradypodion mlanjense), il camaleonte moncherino del Malawi (Rhampholeon platyceps), il geco nano re (Lygodactylus rex) e la lucertola piatta di Mitchell (Platysaurus mitchelli). Tra gli anfibi, la rana Tshiromo (Afrana johnstoni), la rana stridente del fiume Ruo (Arthroleptis francei) e la rana delle praterie di Broadley (Ptychadena broadleyi) sono strettamente endemiche. La rana Tshiromo e la rana stridente del fiume Ruo sono limitate al Monte Mulanje (esiste una possibile testimonianza di Arthroleptis francei sugli altopiano di Zomba) e la rana della prateria di Broadley si trova su Mulanje e sull'altopiano di Zomba.
I branchi di grandi mammiferi, come l'eland (Taurotragus oryx) e l'antilope nera (Hippotragus niger), che una volta vagavano ai piedi delle colline sono scomparsi da tempo. Le uniche antilopi rimaste sono il tragelafo striato (Tragelaphus scriptus), il cefalofo rosso (Cephalophus natalensis) e il cefalofo azzurro (Cephalophus monticola), che vivono nella fitta vegetazione. Anche il saltarupi (Oreotragus oreotragus) è sopravvissuto perché occupa gli alti pendii rocciosi inaccessibili. Il babbuino giallo (Papio cynocephalus) è comune nei boschi e i cercopiteco dal diadema (Cercopithecus mitis) e il cercopiteco grigioverde (Chlorocebus aethiops) si trovano lungo il margine della foresta.
Tutte le zone boscose della regione sono un importante habitat per gli uccelli. L'alete del Thyolo (Chamaetylas choloensis), in via di estinzione, è quasi endemico nei boschi, principalmente a media altitudine. Altri uccelli selvatici minacciati sono il tordo terragnolo macchiato (Zoothera guttata) e le apalidi alibianche (Apalis chariessa). Altre specie degne di nota sono il cossifa fianchioliva (Cossypha anomala), l'apalide dalla gola gialla (Apalis flavigularis), l'oriolo testaverde (Oriolus chlorocephalus) e il barbettino dai mustacchi (Pogoniulus leucomystax).

## Conservazione

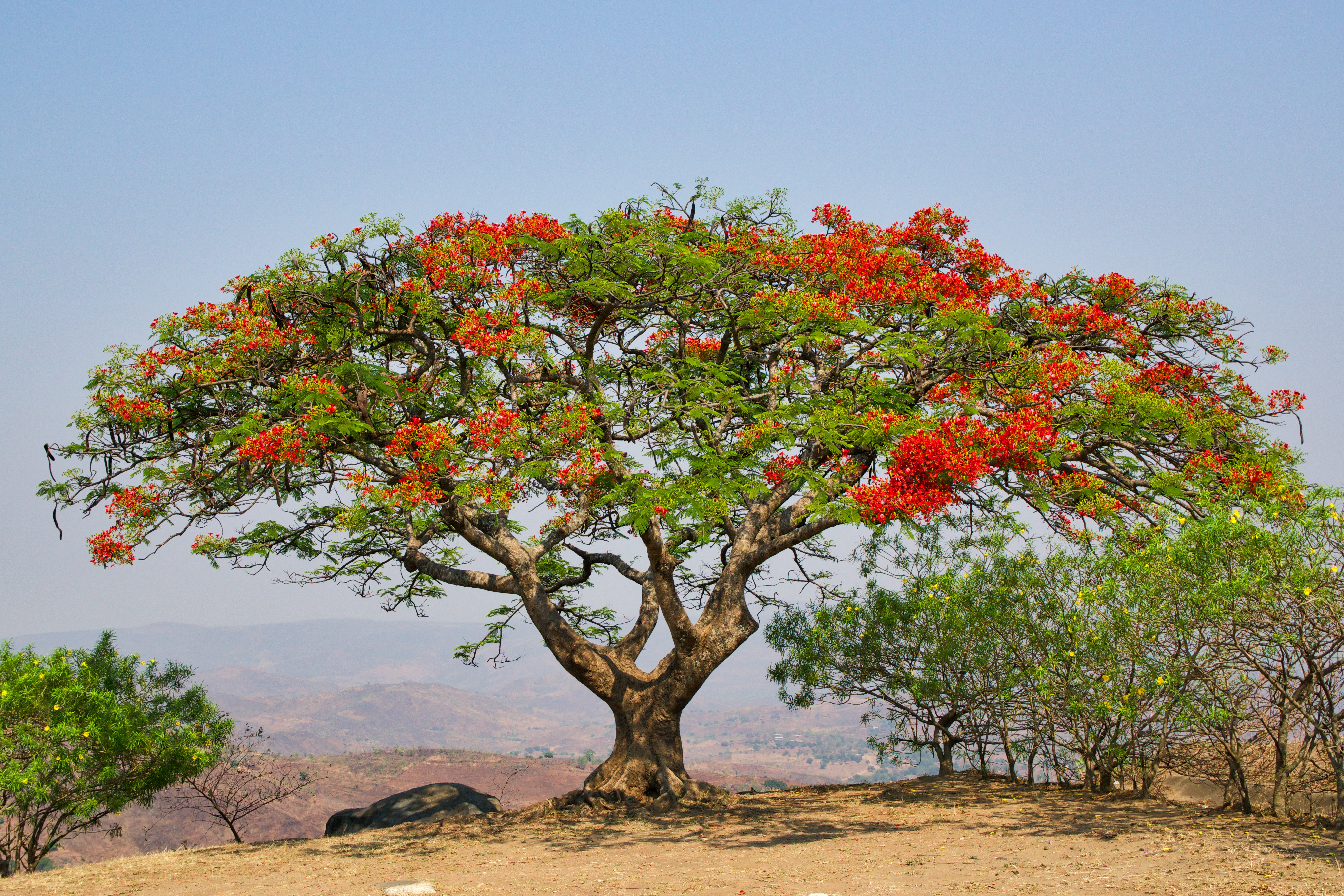
Albero in fiore nella riserva della natura di Majete

Gran parte dell'ecoregione è protetta da riserve forestali governative, ma l'attuale stato di conservazione è considerato scarso. Alcune di queste riserve sono state convertite in piantagioni di pinus ed eucalipti, con frammenti di vegetazione indigena che rimangono in aree più inaccessibili.
La minaccia più grave deriva dalla carenza di terra disponibile causata dalle grandi piantagioni di tè che sono stater sviluppate ai piedi dei monti Mulanje e Thyolo. I lavoratori delle piantagioni di tè sono obbligati a coltivare le loro coltivazioni annuali di mais nelle riserve forestali, deforestando così i pendii più bassi del Mulanje e del monte Thyolo.
Le principali aree protette dell'ecoregione sono:
- Parco nazionale di Lengwe
- Riserva della natura di Majete
- Riserva forestale di Chiradzulu
- Riserva forestale di Zomba-Malosa
- Riserva forestale di Michiru
- Riserva forestale di Mulanje
- Riserva forestale di Thyolo